# ظهارة إنتاشية
ظهارة سطح المبيض، وتسمى أيضًا بـ الظهارة الإنتاشية لوالداير، عبارة عن طبقة من الخلايا الظهارية الحرشفية البسيطة وخلايا ظهارية مكعبية تغطي المبيض.
مصطلح الظهارة الإنتاشية هو تسمية خاطئة لأنه لا يؤدي إلى تكون بصيلات أولية.

## تكوين
هذه الخلايا مستمدة من الأديم المتوسط خلال التطور الجنيني وترتبط ارتباطًا وثيقًا بالورم الظهاري البريتوني. الظهارة الانتاشية تُعطي المبيض لون رمادي خفيف بالمقابل المظهر اللامع من الغشاء البريتوني. وعادة ما يتم تمييز الانتقال بين الظهارة المتوسطة من البريتون والخلايا المكعبة التي تغطي المبيض بخط حول الحدود الأمامية للمبيض.

## الأمراض التي قد تصيبها
ظهارة سطح المبيض يمكن أن ينشأ منهاإلى ورم الظهارة اللحمية السطحية.

## روابط خارجية
- صور نسيجية: 18403loa — نظام تعلم علم الأنسجة في جامعة بوسطن
- صورة تشريحية: 83_07 في مركز جامعة أوكلاهوما للعلوم الصحية.